# Virginia Dale
Virginia Dale, född Virginia Paxton den 1 juli 1917 i Charlotte, North Carolina, död 3 oktober 1994 i Burbank, Kalifornien, var en amerikansk skådespelare och dansare. Dale har bland annat medverkat i filmer som Dårskapens marknad, Mördaren på spåren och Värdshuset Fritiden.

## Filmografi i urval
- 1939 – Dårskapens marknad
- 1939 – Mördaren på spåren
- 1940 – Straffången 7893
- 1940 – Hejsan, vi rider igen!
- 1940 – Dancing on a Dime
- 1942 – Värdshuset Fritiden
- 1947 – Tvålfagra löften
- 1947 – Dragnet
- 1950 – Vita nejlikan
- 1957–1958 – The Life and Legend of Wyatt Earp (TV-serie)
- 1985 – Nord och Syd (TV-serie)